# Bataille de la Kalka
Pour les articles homonymes, voir Kalka.
Invasion mongole de la Rus' de Kiev
La bataille de la rivière Kalka (russe : Битва на реке Калке, ukrainien : Битва на ріці Калка) se déroule sur les rives de la Kalka, dans l'actuelle Ukraine, le 31 mai 1223. Elle oppose une avant-garde de la cavalerie de l'empire mongol, commandée par Djebé et Subötaï, à une coalition rassemblant les princes Rus' de Galicie-Volhynie, de Kiev, de Tchernigov et de Smolensk appelés au secours par le khan des Coumans. Elle s'achève par une nette victoire des Mongols et préfigure le début de l'invasion de la Rus' de Kiev par les Mongols de Gengis Khan et, par suite, le début du joug mongol sur la Rus' de Kiev, qui s'étale sur près de trois siècles. 
Djebé et Subötaï n’exploitent pas leurs victoires, se contentant de mettre à sac les villes prises. Leur objectif est de recueillir des renseignements sur les pays situés à l’ouest pour une campagne future. L'armée qui a écrasé les forces Rus' coalisées est en effet « seulement » une avant-garde. Après la bataille de la Kalka, ils prennent la direction de l'est, faisant le tour de la Caspienne par le Nord pour rejoindre Gengis Khan et retourner en Mongolie. Mais ils ont reconnu le terrain et reviendront une douzaine d'années plus tard, en conquérants cette fois.

## Contexte

Invasions mongoles sous Gengis Khan.

Dans les années 1210, l'empire mongol a envahi une partie de l'Asie, mais entretient de bonnes relations avec le sultanat du Khwarezm avec qui il a des échanges commerciaux. En 1218, à la suite du pillage et du massacre d'une caravane venue de Mongolie par des troupes khwarezmiennes, Gengis Khan demande réparation à Ala ad-Din Muhammad, sultan de Khwarezm, qui refuse. Gengis Khan décide alors la guerre et, dès 1219, chevauche vers le Khwarezm. Boukhara est prise en février 1220, Samarkand en mars et la capitale Ourguentchen avril 1221. Le Khwarezm est envahi, les villes tombent les unes après les autres et la plupart des habitants massacrés. Pendant ce temps, Gengis Khan a envoyé un détachement de cavalerie, commandé par Djebé et Subötaï, à la poursuite d'Ala ad-Din Muhammad qui s'est enfui. Après une incessante chasse, ponctuée elle aussi de prises de villes et de massacres, ce dernier meurt sur la mer Caspienne. Djebé et Subötaï décident de poursuivre leur raid.
En 1221 et 1222, Djebé et Subötai envahissent et pillent la Géorgie, passent le Caucase par Derbent et débouchent dans les steppes après avoir saccagé l'Azerbaïdjan, réduit les Alains et les Tcherkesses.
Côté Rus', la puissante Rus' de Kiev n'est plus qu'un souvenir depuis un siècle. Elle est maintenant morcelée en près de cent cinquante principautés.
La cavalerie mongole arrive sur le territoire des Coumans, au Nord de la mer Noire. Contrairement à Ala ad-Din Muhammad (qui s'était sérieusement brouillé avec ses voisins musulmans et n'avait pu leur demander de l'aide) un khan des Coumans, Köten, appelle les princes Rus' à son secours : son beau-père Mstislav le Téméraire, prince de Galicie-Volhynie, qui convainc lui-même les princes de Kiev, de Smolensk et de Tchernihiv (Tchernigov) de se joindre à eux. Ils décident d'attaquer les Mongols sans attendre.

## Prélude
L’armée des alliés rus' s’assemble tout au long du mois d’avril 1223 à Zarub, un village aujourd’hui disparu situé au nord de Kaniv. Vers la fin du mois, les Mongols y envoient une ambassade, qui tente de dissuader les Rus' d’intervenir, en leur affirmant que seuls les Coumans les intéressent et qu’il suffit de leur livrer ceux-ci pour qu’ils s’en aillent. Non seulement les Rus' refusent la proposition, mais ils assassinent également les ambassadeurs. Ce geste suscite la colère des Mongols, qui déclarent officiellement la guerre aux princes rus' dans la foulée.
L’armée rus' se met alors en marche vers le sud le long du Dniepr, jusqu’au confluent entre le fleuve et la Khortytsia, où elle fait sa jonction avec les Galiciens, qui sont venus en bateau jusque là, et la cavalerie coumane. Le 16 mai, une force de reconnaissance alliée rencontre l’avant-garde mongole qu’elle repousse facilement. Le commandant mongol, nommé Gemyabek ou Hamabek selon les sources, est capturé par les Rus' et livré au Coumans qui le mettent à mort. D’autres escarmouches dans les jours qui suivent se terminent de même facilement à l’avantage des Rus', ce qui les met en confiance et les incite à traverser le Dniepr et à s’enfoncer dans la steppe.
Au cours de leur avancée, ils rencontrent pareillement de petits groupes de Mongols qui prennent la fuite ou se laissent capturer facilement, ce qui amène les Rus' à penser que les Mongols leur sont largement inférieurs et que la campagne s’achèvera par une victoire facile. Il est possible qu’il s’agisse là d’une tactique délibérée de Subötaï pour piéger les Rus' et les amener sur le terrain de son choix. La dissension s’installe en outre rapidement entre les princes rus', qui ne sont pas d’accord sur la stratégie à adopter : le parti de Mstislav Mstislavitch souhaite attaquer les Mongols, qui sont pour eux de toute évidence faibles et déjà presque vaincus, tandis que le parti de Mstislav de Kiev est en faveur d’une stratégie défensive et se montre très critique de cette fuite en avant, arguant qu’il aurait fallu se retrancher derrière le Dniepr.

## Bataille
Le 31 mai 1223, l’armée alliée atteint la Kalka, et les princes se disputent une nouvelle fois sur la conduite à tenir : une partie considère que la rivière offre un avantage défensif et qu’il ne faut pas aller plus loin, mais attendre les Mongols ici, tandis que les autres souhaitent au contraire poursuivre l’offensive. À midi, les princes se séparent sans avoir pris de décision commune, chacun faisant comme il souhaite. En conséquence, les Coumans et l’armée de Daniel de Galicie traversent en premier et attaquent les avant-postes mongols établis sur l’autre rive. Après avoir attendu un moment, Mstislav II Sviatoslavitch suit avec son armée et commence à son tour à traverser, mais Mstislav de Kiev refuse de traverser et reste loin en arrière avec ses troupes. C’est à ce moment, alors que l’armée alliée est totalement désorganisée, que Subötaï donne le signal de l’attaque.
Le centre de l’armée mongole est composé essentiellement de cavalerie lourde et dirige son attaque contre les Coumans, qui sont très rapidement mis en déroute. Les Coumans balayés, la cavalerie mongole poursuit sa charge contre les Volhyniens se trouvant juste derrière et les force également à fuir après que Daniel de Galicie ait été gravement blessé. Voyant arriver vers eux une masse de fuyards, les Galiciens reculent à leur tour jusqu’au bord de la rivière, où ils tentent de stopper l’avancée mongole. Ils se retrouvent toutefois isolés, l’armée de Tchernigov ayant également fui, à l’exception d’un petit contingent de cavalerie, dont le prince Oleg de Koursk a réussi à maintenir la cohésion. La cause est toutefois sans espoir et l’armée galicienne est finalement mise en déroute après avoir subi de lourdes pertes. De son côté, Mstislav de Kiev, étant trop éloigné du reste de l’armée pour pouvoir apporter son aide, fortifie son camp avec une barricade de chariots et essaye de se replier de manière plus ou moins ordonnée à l’abri de cette palissade mobile.
Les Mongols divisent alors leurs forces et partent à la poursuite des fuyards. L’armée de Tchernigov, qui s’est enfuie en direction du nord, est ainsi presque entièrement détruite, le prince Mstislav Sviatoslavitch et son fils étant tués dans la débâcle. Un sort plus terrible encore attend Mstislav de Kiev et ses troupes : isolés dans leur cercle de chariots, ils sont assiégés pendant trois jours avant de devoir se rendre en raison du manque d’eau, les Mongols leur ayant par ailleurs promis que le sang ne serait pas versé s’ils rendaient les armes. Sitôt capturés, les soldats sont réduits en esclavage, tandis que les chefs sont utilisés comme supports humains pour une sorte de pont en bois. Les Mongols s’assemblent ensuite sur cette structure pour fêter leur victoire, amenant les Rus', parmi lesquels Mstislav de Kiev, à mourir lentement d’asphyxie. Quelques autres sont toutefois plus chanceux : les troupes de Galicie et Volhynie retournent au camp de Khortytsia, où ils prennent une partie des navires, sabordent les autres et descendent le Dniepr jusque chez eux, tandis que le prince de Smolensk parvient à s’échapper par le nord-ouest avec un millier d’hommes et à se mettre en sécurité derrière le Dniepr.

## Conséquences
Après la bataille, les Mongols retournent auprès de Gengis Khan, non sans avoir pillé des comptoirs commerciaux génois de Crimée tout proches et le territoire des Bulgares de la Kama.
Les Mongols et les Rus' ne tirent pas le même bilan de cette bataille.
Les princes Rus' ne semblent pas se rendre compte de la future menace qui plane sur eux, et restent divisés. Leurs adversaires ont disparu aussi vite qu'ils sont arrivés. Les Mongols, eux, ont pris acte de leurs possibilités en Occident. Lorsque les Mongols reviennent, quinze ans plus tard, sous le règne de Batu, l'armée est composée de 150 000 hommes et commandée par l'expérimenté Subötaï, qui connaît le terrain et la situation politique. Et la Rus', toujours divisée en multiples principautés, ne pourra pas résister à ce qui sera cette fois une invasion. Le « joug mongol » s'établira sur la Rus' de Kiev pour deux siècles et demi.